# Manhattanhenge

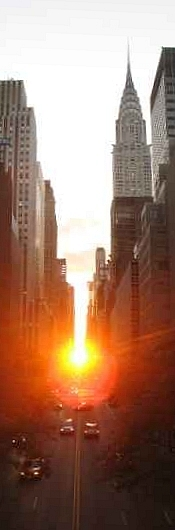
A lenyugvó Nap a New York-i 42. utca középvonalában 2006. július 13-án 20:23-kor.

Manhattanhenge-nek vagy néha manhattani napfordulónak nevezik azt az évenként négyszer előforduló jelenséget, amikor a New York Manhattan kerületében álló megfigyelő a felkelő, illetve a lenyugvó Napot a városrész kelet-nyugati irányú utcáinak vonalában látja. A jelenség különösen a felhőkarcolókban gazdag középső (Midtown) városrészben látványos, ahol a Nap ilyenkor hosszasan a magas épületek övezte utcák középvonalában látható. Az elnevezés az angliai Stonehenge nevéből ered.

## A jelenség háttere
A Nap csak évente kétszer, a tavaszi és az őszi nap-éj egyenlőség idején kel pontosan keleten és nyugszik pontosan nyugaton. Az év többi napján a napkelte és a napnyugta helye a megfigyelő egyenlítőtől való távolságától függő határok között vándorol a horizonton: a tavaszi napéjegyenlőségtől a nyári napforduló idejéig távolodik a kelet-nyugati iránytól, majd az őszi napéjegyenlőség idejére visszatér oda, azután a téli napfordulóig a másik irányba távolodik és végül a következő tavaszi napéjegyenlőség idejére megint visszatér a kelet-nyugati irányba.
A manhattani kelet-nyugati irányú utcák valójában 29 fokos szöget zárnak be a kelet-nyugati iránnyal (tehát az utcák nyugati vége a 299 fokos, a keleti vége pedig a 119 fokos irányba mutat. Ennek megfelelően a lenyugvó nap útban a nyári napforduló felé május 28-án látható az utcák vonalában, majd a napfordulót követően, a nyugati (270 fokos) irányhoz visszatérve július 12-én ismét feltűnik. Hasonlóan, a napkelte a téli napfordulótól egyenlő távolságra, december 5-én és január 8-án látható az utcák vonalában.

## A manhattanhenge a népszerű kultúrában
- A jelenség fontos szerepet játszik a CSI: New York-i helyszínelők című filmsorozat hatodik évadjában bemutatott Manhattanhenge című epizódban.[2]
- Az Ébredj velünk (eredeti címén: Morning Glory) című film zárójelenetében a két főszereplőt alakító Harrison Ford és Rachel McAdams az utcák középvonalában lenyugvó Nap felé sétálnak.